# خالد النجراني
خالد حسن النجراني مواليد 9 مايو 1988 في ، السعودية، هو لاعب كرة قدم سعودي يلعب حالياً في نادي الصفا.